# シアマッジョーレ
シアマッジョーレ（イタリア語: Siamaggiore）は、イタリア共和国サルデーニャ自治州オリスターノ県にある、人口約900人の基礎自治体（コムーネ）。

## 地理

### 位置・広がり

#### 隣接コムーネ
隣接するコムーネは以下の通り。
- オリスターノ
- ソラルッサ
- トラマッツァ
- ゼッディアーニ